# Ан Плишота
Ан Плишота (на френски: Anne Plichota) е френска писателка на произведения в жанра фентъзи и юношеска литература. Пише заедно с писателката Сандрин Волф.

## Биография и творчество
Ан Плишота е родена на 7 май 1968 г. в Дижон, Франция. Има украински корени. Живяла е във Венде, Лион, Бордо, Безансон. Изучава китайския език и култура. След дипломирането си прекарва известно време в Корея и работи като учител в Китай. После работи като библиотекар в Страсбург.
В Страсбург се запознава с писателката Сандрин Волф, с която започват да пишат заедно. Първата си книга за приключенията на 13-годишната Окса Полок публикуват самостоятелно през 2007 г., след като получават отказ от издателство „Галимар“ и други издателства. Книгата се харесва на читателите, става феномен в Елзас и след молба на феновете издателство „XO Edition“, започва да отпечатва поредицата „Окса Полок“. Романите стават бестселъри и правят авторите много известни. Два от романите са адаптирани в комикси.
През 2013 г. романът „Le parfum perdu“ от готическата им поредица „Сюзън Хопър“ е удостоен с наградата на Париж за най-добър младежки роман.
Ан Плишота живее с дъщеря си в Страсбург.

## Произведения

### Серия „Окса Полок“ (Oksa Pollock) – със Сандрин Волф
1. L'Inespérée (2010) – издаден и като „Die Unverhoffte“ (2007)
Невидимият свят, изд.: „Рива“, София (2012), прев. Радост Владимирова
2. La forêt des égarés (2010)
Гората на изгубените, изд.: „Рива“, София (2014), прев. Радост Владимирова
3. Le coeur des deux mondes (2011)
4. Les liens maudits (2012)
5. Le règne des félons (2012)
6. La Dernière Etoile (2013)

- Les petites histoires de Dragomira (2014) – сборник с разкази в света на „Окса Полок“

### Серия „Сюзън Хопър“ (Susan Hopper) – със Сандрин Волф
1. Le parfum perdu (2013)
2. Les forces fantômes (2016)

### Серия „Тюгдуал“ (Tugdual) – със Сандрин Волф
1. Les Coeurs Noirs (2014)
2. Les Serviteurs de l'Ordre (2015)
3. La terrre des origines (2015)

### Серия „В 5/5“ (Les 5/5) – със Сандрин Волф
1. En équilibre (2017)